# Мони (язык)
Мони — папуасский язык в Индонезии. Распространён возле озёр Паниай в провинции Папуа. На языке говорят примерно 20 тысяч человек.